# Wulf the Barbarian
Wulf the Barbarian est une série américaine de bande dessinée créée par Larry Hama pour l'éditeur Atlas Seabord en 1975 et reprise en France par les éditions Lug dans sa revue Titans à partir du #1. Les dissensions internes au sein de Seabord, firent que l'entreprise capota rapidement. Ceci explique que seuls 4 numéros de Wulf The Barbarian parurent (février -septembre 1975).

## Le contexte créatif
Dans sa volonté de se venger des éditions Marvel qui avaient licencié son fils, Martin Goodman qui était resté propriétaire du nom Atlas (ancien nom de Marvel) monta une nouvelle maison d'édition appelée également Atlas et qu'on a coutume désormais de nommer Atlas Seabord pour éviter toute confusion avec l'ancienne dénomination de Marvel.

Dans le cadre d'une attaque frontale, il fut décidé de créer des héros similaires à ceux du concurrent. Comme Marvel triomphait avec Conan The Barbarian, deux revues d'heroic fantasy furent lancées chez Seabord. La première, Iron Jaw, évoluait dans un univers très proche de celui de Conan tandis que la seconde, Wulf the Barbarian, se tournait davantage vers un univers de type moyenâgeux que l'on pourrait rapprocher du comic book Stalker chez DC Comics. C'est Larry Hama qui créa (histoire et dessins) la série et l'anima le temps de deux numéros avant qu'elle ne soit reprise par d'autres.

## L'histoire
Stavro, capitaine borgne du roi Wulfgar de Baernhölm, a sauvé le fils de son suzerain lors d'une humiliante défaite. Pourchassé, il a caché l'enfant, l'a élevé et fait de lui un vrai guerrier. Tel est le passé de Wulf. Bien des années plus tard dans la ville d'Azerebaja le temps de la vengeance a sonné. Mais avant de reprendre le pouvoir au magicien Mordek Mal Moriak, Wulf se doit de recruter d'autres compagnons qui l'aideront dans cette aventure. Malheureusement la faillite des éditions Seabord fait que l'héritier légitime n'a toujours pas achevé sa quête !

## Les publications originelles
Toutes dans la revue Wulf the Barbarian
- #1 - Wulf the Barbarian -20 planches
- #2 - The Beast of Famine -20 planches
- #3 - The Colossus of the Iron Citadel -17 planches (scénario de Steve Skeates et Leo Summers/ dessins de Leo Summers)
- #4 - Death Night in the Darkling Forest -18 planches (scénario de Mike Friedrich / dessins de Jim Craig)

## Les versions françaises
Dans Titans
- #1 - Wulf le Barbare
- #2 - Le Monstre de la Famine
- #3 - Le Colosse de la Citadelle de Fer
- #4 - Une Nuit dans le Bois Sombre